# یوسف مستید
یوسف مستید (انگلیسی: Youssef Moustaïd؛ زادهٔ ۲۱ اوت ۱۹۷۶) بازیکن فوتبال اهل فرانسه است.
از باشگاه‌هایی که در آن بازی کرده‌است می‌توان به باشگاه فوتبال نانسی اشاره کرد.